# 3005 Pervictoralex
3005 Pervictoralex è un asteroide della fascia principale. Scoperto nel 1979, presenta un'orbita caratterizzata da un semiasse maggiore pari a 2,3677171 UA e da un'eccentricità di 0,1858727, inclinata di 2,35934° rispetto all'eclittica.
L'asteroide è dedicato al figlio dello scopritore, Victor Alexander Lagerkvist.